# Arena MRV
Arena MRV é um estádio de futebol brasileiro localizado em Belo Horizonte, Minas Gerais, no bairro Califórnia. De propriedade do Clube Atlético Mineiro, sua capacidade é de 44.892 torcedores, sendo atualmente o 16º maior estádio do país.
Em março de 2024, a Arena MRV venceu um concurso entre estádios inaugurados em 2023, organizado pelo portal Stadium Database. A casa do Atlético acumulou mais de 25 mil pontos e superou estádios europeus como o Wildparkstadion, da Alemanha, e o Centro Atlético Nacional, da Hungria.

## História
O projeto para a construção de um novo estádio para abrigar a equipe de futebol do Atlético Mineiro teve início em setembro de 2017, com a aprovação pelo seu Conselho Deliberativo. A votação, na sede do clube em Lourdes, contou com o apoio de 325 dos 337 conselheiros, dentre eles vários ex-presidentes do clube, como Ricardo Guimarães, Afonso Paulino e Ziza Valadares. Também esteve no local Rubens Menin, presidente da MRV Engenharia, parceira comercial do Atlético, que doou o terreno — no valor de R$ 60 milhões — no bairro Califórnia para a construção da arena.

### Financiamento
Para financiar o projeto, que teria um custo inicial de R$ 410 milhões, o clube vendeu 50,1% de sua participação no Diamond Mall por R$ 250 milhões. Ainda como parte do acordo, a MRV adquiriu os naming rights da arena pelo valor de R$ 60 milhões por um período de dez anos, com possibilidade de extensão. O clube buscou receber ainda R$ 100 milhões por venda das cadeiras cativas, com 60% já garantidas pelo Banco BMG.

### Projeto
A arena está localizada em um terreno com 56 mil metros quadrados, na Região Noroeste da cidade, às margens da Avenida Presidente Juscelino Kubitschek, próxima ao Anel Rodoviário e à Estação Eldorado do Metrô. A área total a ser construída é de 114.656.99 m², sendo que 35% será de ocupação da arena, 30% da esplanada, 23% de área verde preservada e 12% de "jardins sobre terreno natural e acessos pavimentados".
A previsão de capacidade do empreendimento foi alterada, elevando de 41 800 para 47 mil lugares, o que o colocou entre os dez maiores estádios do país no momento de sua conclusão e o sexto maior estádio particular.
Os grandes shows serão apenas na área interna da arena, contando com um sistema acústico específico de camadas de isolantes e telhas perfuradas para melhorar a acústica e proteger a saída do som. Não serão realizados shows na área externa, de esplanada, do estádio. O palco de grandes shows está sempre ao norte, virado para o sul, direcionado para a via expressa.
O projeto foi elaborado pelo arquiteto Bernardo Farkasvölgyi, conselheiro do clube. Sua aprovação passou por discussões na Câmara Municipal de Belo Horizonte, onde foi aprovado pelo plenário, por unanimidade, um projeto de lei sobre desafetação de áreas públicas para fins de reparcelamento do solo. Antes da apreciação do Plenário, o projeto passou pelas comissões temáticas de Legislação e Justiça, Meio Ambiente, Administração Pública e Orçamento e Finanças Públicas.

### Licença ambiental
Em abril de 2019, o Conselho Municipal de Meio Ambiente da Prefeitura de Belo Horizonte (Comam), aprovou de forma unânime a licença prévia do empreendimento. Além do estádio, é destacada a criação de uma Unidade Básica de Saúde (UBS) e uma creche na região da esplanada do terreno. O Atlético criará um órgão de cunho social chamado "Instituto Galo", ação que reforça o caráter de interesse social do empreendimento. Com a obtenção da licença, foram iniciados os trabalhos de limpeza do terreno.
A licença ambiental para execução da obra foi concedida mediante uma lista de 55 contrapartidas e condicionantes. Dentre elas a instauração de ciclovias entre a Arena e a Estação de Metrô Eldorado e a criação de um programa de proteção da espécie capacetinho-do-oco-de-pau, aves que correm risco de extinção.
Foi ainda realizado um Projeto Executivo de Compensação Florestal, onde o clube se comprometeu a fazer a regularização fundiária em área de conservação que corresponde a mais que o dobro da vegetação nativa que seria suprimida. O local escolhido fica no Parque Nacional da Serra da Gandarela, na chamada Fazenda Água Limpa, localizada no município de Rio Acima, na região metropolitana. A Arena MRV comprou o terreno e o doou ao Instituto Chico Mendes de Conservação da Biodiversidade (ICMBio). Os dois locais, no bairro Califórnia e em Rio Acima, ficam na mesma bacia hidrográfica do rio São Francisco e possuem características semelhantes.

### Construção

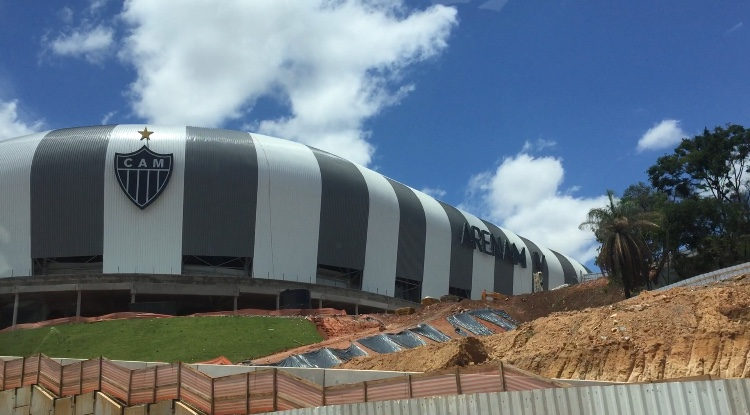
Arena MRV ainda em obras em dezembro de 2022

O dia 20 de abril de 2020 marcou o início das obras do novo estádio. Uma pequena cerimônia contou com a presença de dez pessoas aplaudindo a entrada das primeiras escavadeiras no terreno. O país já vivia restrições sanitárias devido à pandemia de COVID-19, e as atividades seguiriam respeitando as determinações dos órgãos de saúde e das legislações municipais e estaduais vigentes, com todos os funcionários trabalhando com máscaras e seguindo os protocolos de segurança e higiene para tentar evitar a propagação do novo coronavírus. Uma concorrência definiu a Racional Engenharia Ltda como construtora responsável pelas obras.
O Atlético completou 113 anos, e pouco antes de um ano após o início das obras o cronograma de execução já contava com 18% de trabalhos completos, com previsão de conclusão para outubro de 2022.

### Eventos inaugurais
No dia 15 de abril de 2023, foi realizado o primeiro evento com público na arena; denominado como "nascimento do campo", foram realizadas a marcação do campo no gramado e a instalação das traves e das redes, além dos primeiros chutes a gol. O evento teve a presença de cerca de nove mil espectadores e pôde demonstrar alguns dos recursos tecnológicos de que a arena dispõe, como a conexão Wi-Fi gratuita e o aluguel de powerbanks para recarga de celulares.
Em 16 de julho ocorreu o primeiro jogo da arena, uma partida festiva intitulada "Lendas do Galo", que contou com equipes formadas por ex-jogadores do Atlético. O ídolo Dadá Maravilha, campeão brasileiro em 1971, deu o pontapé inicial, e Piu, campeão mundial de futsal em 1998, marcou o primeiro gol.
O Atlético realizou a sua estreia na Arena no dia 27 de agosto, vencendo o Santos por 2 a 0 em jogo válido pela 21ª rodada do Campeonato Brasileiro. O atacante Paulinho marcou o primeiro gol oficial da Arena aos 12 minutos do primeiro tempo e, aos 22 da segunda etapa, balançou as redes novamente para completar o placar.

## Partida inaugural em cada competição na Arena MRV

#### Campeonato Mineiro
| 28 de janeiro de 2024 | Atlético Mineiro                                  | 4 – 0 | Democrata GV | Arena MRV, Belo Horizonte                                                            |
| 16:00 (UTC−3)         | Mauricio Lemos 9', 15' · Edenilson 41' · Hulk 82' |       |              | Público: 28,115 Renda: R$ 1.106.729,16 Árbitro: Murilo Francisco Misson Júnior (FMF) |

#### Campeonato Brasileiro
| 27 de agosto de 2023 | Atlético Mineiro  | 2 – 0 | Santos | Arena MRV, Belo Horizonte                                                       |
| 16:00 (UTC−3)        | Paulinho 22', 67' |       |        | Público: 29,782 Renda: R$ 1.962.077,75 Árbitro: Rafael Rodrigo Klein (CBF - RS) |

#### Copa do Brasil
| 30 de abril de 2024 | Atlético Mineiro                         | 2 – 0 | Sport | Arena MRV, Belo Horizonte                                                     |
| 21:30 (UTC−3)       | Matías Zaracho 28' · Guilherme Arana 57' |       |       | Público: 39,595 Renda: R$ 2.146,529,05 Árbitro: Bruno Mota Correia (CBF - RJ) |

#### Copa Libertadores da América
| 10 de abril de 2024 | Atlético Mineiro                  | 2 – 1 | Rosário Central | Arena MRV, Belo Horizonte                                               |
| 19:00 (UTC−3)       | Gustavo Scarpa 28' · Paulinho 77' |       |                 | Público: 34,917 Renda: R$ 2.117.722,21 Árbitro: Kevin Ortega (CONMEBOL) |

Primeira final estadual disputada na Arena MRV foi no dia: 30/03/2024
| Atlético Mineiro | 2 x 2 | Cruzeiro |

Primeira final nacional disputada na Arena MRV foi no dia: 10/11/2024
| Atlético Mineiro | 0 x 1 | Flamengo |

## Estrutura
Números da arena:
- Capacidade: 45 414 torcedores sentados
- Camarotes: 112 (capacidade de 20 torcedores sentados cada)
- Lounges: 2 (Sul e Norte), com capacidade para 1 900 torcedores
- Bares: 40
- Banheiros: mais de 50, com quase 850 vasos sanitários, 800 mictórios e 650 pias; mais de 70 banheiros exclusivos para deficientes
- Estacionamento: aproximadamente 2 500 vagas cobertas
- Distância da arquibancada para o campo: 8,5m e 10,5m (dependendo do setor)
- Capacidade máxima em um show realizado na arena: 65 mil a 70 mil pessoas
- Loja oficial do clube (Loja do galo) na Arena MRV com espaço de 450 m²
- Museu do clube na Arena MRV com um espaço dedicado de 1800 m²
- A arena também conta com leds internos (Ring leds). São mais de 550 metros de leds Localizados nos anéis dos camarotes que contornam todo o estádio
- Leds externo: Mais de 50 mil unidades de leds que contorna toda a fachada externa do estádio